# Todtmoos
Todtmoos ist eine Gemeinde im Landkreis Waldshut in Baden-Württemberg. Der heilklimatische Kurort liegt im Südschwarzwald auf über 700 Meter Höhe.

## Geographie

### Geographische Lage
Todtmoos liegt im Süden des Hochschwarzwaldes im oberen Wehratal. Das Gemeindegebiet umfasst 13 Ortsteile und erstreckt sich über eine Höhenlage von 700 m über Normalnull im Wehratal bis zum 1263 m hohen Hochkopf. Todtmoos grenzt an den Hotzenwald.
Es liegt etwa 20 Kilometer nördlich der Schweizer Grenze und etwa je 50 Kilometer von Freiburg und Basel entfernt.

### Nachbargemeinden
Die Gemeinde grenzt im Norden an Todtnau im Landkreis Lörrach und Bernau, im Osten an Ibach, im Süden an Herrischried und im Westen an den Ortsteil Gersbach (Schopfheim) der Stadt Schopfheim und Häg-Ehrsberg, beide im Landkreis Lörrach.
| Ehrsberg                            | Präg (Stadtteil von Todtnau)                | Bernau |
| Zell (Exklave)                      | Kompassrose, die auf Nachbargemeinden zeigt | Ibach  |
| Gersbach (Stadtteil von Schopfheim) | Herrischried                                |        |

### Gemeindegliederung

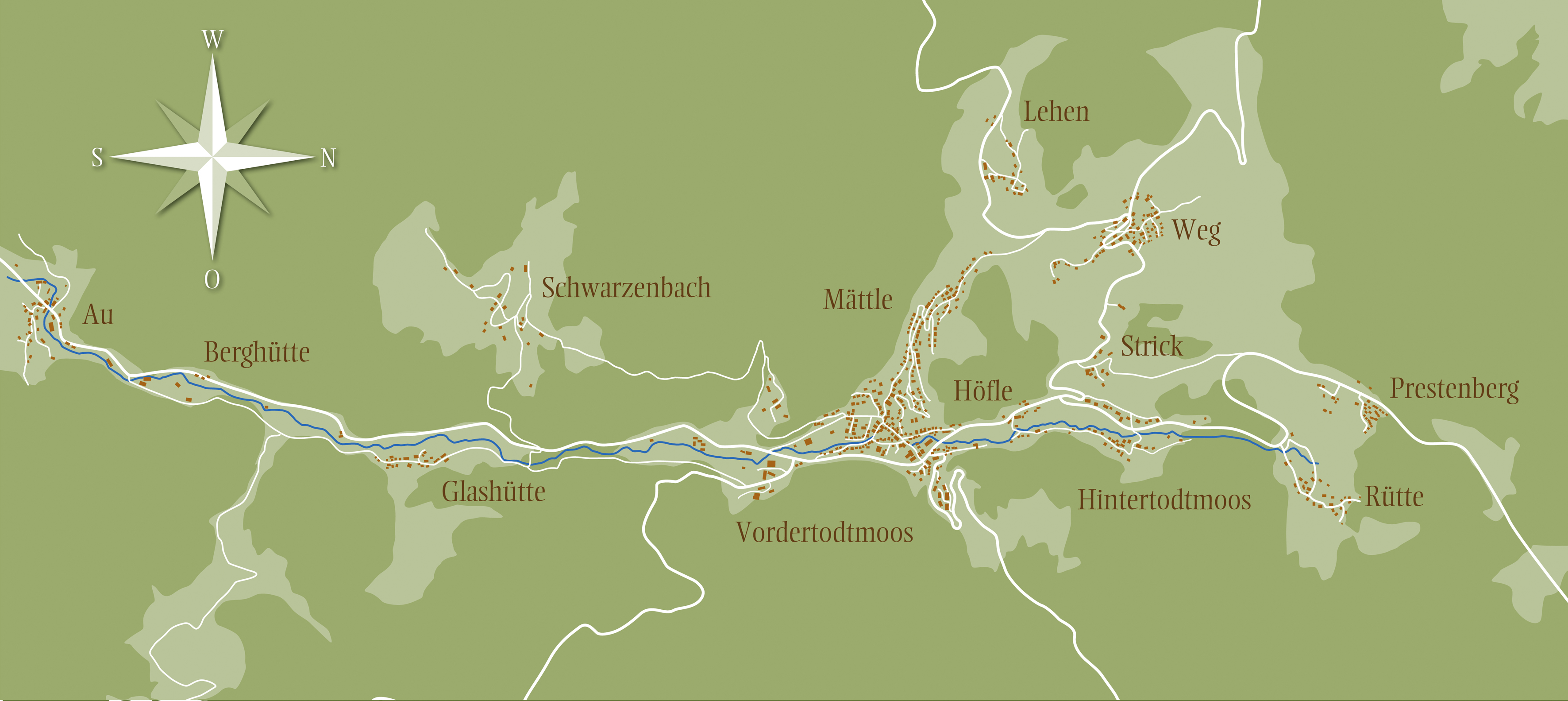
Ortsteile von Todtmoos (Karte nach Westen ausgerichtet)

Das Gemeindegebiet besteht aus 13 räumlich voneinander getrennten Ortsteilen. Die Namen der Ortsteile – ausgenommen Vordertodtmoos und Hintertodtmoos – werden mit dem vorangestellten Namen der Gemeinde und mit diesem durch Bindestrich verbunden geführt.
Die Gemeinde Todtmoos gliedert sich in die Ortsteile Vordertodtmoos, Todtmoos-Höfle, Hintertodtmoos, Todtmoos-Rütte, Todtmoos-Prestenberg, Todtmoos-Strick Todtmoos-Weg, Todtmoos-Lehen, Todtmoos-Mättle, Todtmoos-Schwarzenbach, Todtmoos-Glashütte, Todtmoos-Berghütte, Todtmoos-Au.
In diesen Ortsteilen liegen die Häuser Auerhäusle, Huberhaus, Wehrawald und Zumkeller Säge.
Per 1. Januar 1977 wurde der bis dahin zum Ortsteil Gersbach der Stadt Schopfheim gehörige Weiler Gersbach-Au der Gemeinde Todtmoos zugeordnet, wodurch er auch vom Landkreis Lörrach zum Landkreis Waldshut wechselte. Der Weiler ist in Todtmoos-Au aufgegangen.
Im Gemeindegebiet liegt die Wüstung Neuenstein, wo sich nach Metz die Burg Neuenstein der Herren von Stein erhob. Heute wird davon ausgegangen, dass sich die Burg Neuenstein auf dem Burgholz bei Raitbach befand.

### Klima
Der heilklimatische Kurort Todtmoos ist eingebettet ins steile und waldreiche Wehratal. Das milde Reizklima der Mittelgebirgslage zeichnet sich durch lange Sonnenscheindauer, Luftreinheit, Nebelarmut, winterliche Temperaturumkehr gegenüber dem Rheintal (Inversionswetterlage) und angenehme Frische an Hochsommertagen aus.
Weiterhin ist Todtmoos niederschlagsreich, es fallen im Durchschnitt 1900 mm im Jahr. Dies ist auf die Wolken-Blockade des 1263 m hohen Hochkopfes zurückzuführen.
In Wintermonaten beträgt die durchschnittliche Schneehöhe 40 cm bis 60 cm, in Einzelfällen bis zu 150 cm.

## Geschichte
Nach einer Legende errichtete der Leutpriester Dietrich von Rickenbach 1255 nach einer Marienerscheinung eine Kapelle auf dem Schönbühl. 1268 wurde an dieser Stelle eine Kirche errichtet, die sofort zur Unserer Lieben Frau (Todtmoos) erhoben wurde. Zum ersten Mal urkundlich erwähnt wird Todtmoos 1267, 1275 wird der Ort als Besitz der Habsburger erwähnt. Im Jahr 1300 wurde die Kirche erweitert. 1319 kam Todtmoos als Lehen an das Benediktinerkloster St. Blasien. 1439 wird von einer Wallfahrt Basler Einwohner berichtet, an der 1000 Personen teilgenommen haben sollen.

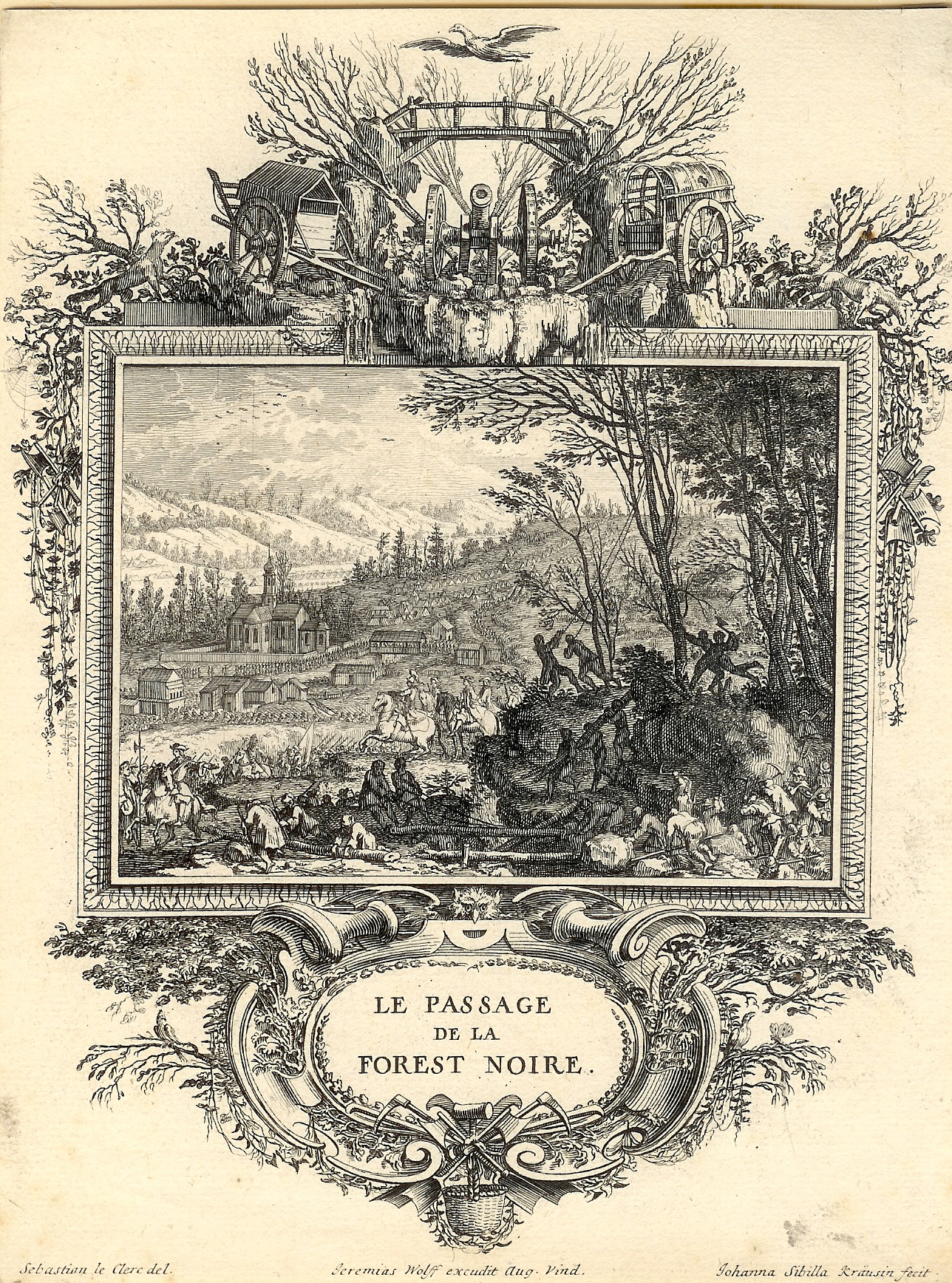
Pioniere unter Herzog Karl V. von Lothringen vor Todtmoos

Nach einem Brand der Kirche im Jahr 1627 wurde die Wallfahrtskirche im Folgejahr wieder errichtet; sie erhielt einen gewölbten Chor und zwei Seitenschiffe. 1678 zog Herzog Karl V. von Lothringen mit der kaiserlichen Armee durch Todtmoos. 1733 errichteten die Äbte von St. Blasien im Ort eine Sommerresidenz, das Superioratsgebäude, das heute das katholische Pfarrhaus ist. Es wurde durch den Vorarlberger Baumeister Johann Michael Beer von Bleichten erbaut. Die Ausstattung des repräsentativen Bauwerks besorgten Handwerksmeister der Wessobrunner Schule, genannt wird der Stuckateur Hans Michael Hennenvogel. Die Pfarr- und Wallfahrtskirche auf dem Schönbühl wurde in den Jahren 1770 bis 1778 durch den Architekten Franz Joseph Salzmann barock umgebaut. 1778 erhielt der Ort das Marktrecht.
Nachdem Vorderösterreich als Herrschaftsgebiet der Habsburger 1806 erloschen war, ging der Ort an das Großherzogtum Baden und Todtmoos wurde dem Bezirksamt St. Blasien zugeteilt. 1847 wurde mit dem Bau einer Straße durch das Wehratal begonnen, 1852 ist die Straße fertig. Um die Jahrhundertwende zum 20. Jahrhundert wurde der Ort als Erholungsort und Luftkurort entdeckt: 1897 wurde das Kurhaus Luisenbad eröffnet, 1901 folgte das Sanatorium Wehrawald im englischen Baustil als Heilstätte für Tuberkulose-Kranke. Auch die dörfliche Infrastruktur wurde verbessert: 1903 wurde ein neues Rathaus fertig, 1905 das Forstamt, und 1908 wurde die erste elektrische Leitung durch die Kraftabsatzgenossenschaft Waldelektra in Betrieb genommen. Größere Investitionen gab es erst wieder nach dem Ersten Weltkrieg: 1925 wurde der Aussichtsturm auf dem Hochkopf errichtet, 1927 wurde die Wallfahrtskirche erweitert. 1935 wurde die Teilselbständigkeit der Ortsteile aufgehoben, Todtmoos wurde eine Einheitsgemeinde. Von der Auflösung des Bezirksamtes St. Blasien (1924) bis 1936 gehörte Todtmoos zum Bezirksamt Schopfheim und nach dessen Auflösung zum Bezirksamt Säckingen.
In der NS-Zeit wurde eine Person jüdischer Herkunft mit Wohnsitz in Todtmoos deportiert und ermordet. Heinrich Wollheim (geboren 1885 in Schmiegel) wurde am 22. August 1942 nach Ghetto Theresienstadt deportiert und am 19. Oktober 1944 nach KZ Auschwitz. Er wohnte in der Hauptstraße 35a im „Haus Kaiser“. Fünf weitere Personen in Todtmoos wurden nach Nazi Rassengesetzen als jüdisch eingestuft: Berta Boedeker, geborene Rosenbaum (1904–1986) und ihre fünf Kinder. Sie überlebte mit ihren Kindern in einer sogenannten Mischehe mit dem Facharzt für Lungenkrankheiten Anton Boedeker (1901–1979).
Die erste Lungenresektion in Deutschland an einem Tuberkulosekranken wurde 1948 durch den damaligen leitenden Arzt Dr. Good im Sanatorium Wehrawald durchgeführt. 1951 gründete Karlfried Graf Dürckheim zusammen mit Maria Hippius Gräfin Dürckheim die Existential-psychologische Bildungs- und Begegnungsstätte Todtmoos-Rütte.
Auf 960 Meter Höhe befand sich unter Leitung des Facharztes K. Kaufmann das Sanatorium und Kurheim „Sonne“ und versprach Erfolgskuren bei Erkrankungen der Atmungswege. Die Folgejahre waren in der Gemeinde geprägt von Investitionen zur Verbesserung der Infrastruktur: 1953 Bau von Wasserleitung und Kanalisation in Vordertodtmoos, 1956 Einweihung der neuen evangelischen Kirche „Zum guten Hirten“, 1960 Einweihung des neuen Schulhauses auf der Jägermatt,
1961 Bau einer großen Zentralkläranlage für Vordertodtmoos. Im Jahr 1968 konnte die Todtmooser Pfarrei ihr 700-jähriges Jubiläum feiern.
Die Verwaltungsreform in Baden-Württemberg brachte für die Gemeinde Todtmoos einige Änderungen: Da der Landkreis Säckingen aufgelöst wurde, kam der Ort 1973 zum Landkreis Waldshut; 1975 konnte der Beitritt zum Gemeindeverwaltungsverband St. Blasien den drohenden Verlust der Selbständigkeit der Gemeinde verhindern. Im gleichen Jahr fand das 1. Schlittenhunderennen statt, eine Veranstaltung, die Todtmoos weltweit bekannt machte. 1985 fand die erste Europameisterschaft in dieser Sportart in Todtmoos statt, 1994 die erste Weltmeisterschaft in Deutschland.
1980 wurde die Wehratalhalle mit Kurhaus, Turnhalle und Feuerwehrhaus eingeweiht. 1980 wurde das Prädikat „Heilklimatischer Kurort“ durch das Wirtschaftsministerium Baden-Württemberg bestätigt. In den Folgejahren wurde ein neuer Kurpark eingeweiht (1983), das Freibad saniert (1986), das Museum Heimethus eingerichtet (1991), das Schaubergwerk „Hoffnungsstollen“ eröffnet und die Schule saniert (2000).

## Politik

### Gemeinderat
Dem Gemeinderat gehören nach der Kommunalwahl vom 9. Juni 2024 neben dem Bürgermeister als Vorsitzenden 10 Mitglieder an. Die Kommunalwahlen 2024 führten zu folgenden Ergebnissen:
| Parteien und Wählergemeinschaften | % 2024 | Sitze 2024 | % 2019 | Sitze 2019 | % 2014 | Sitze 2014 | % 2009 | Sitze 2009 |
| Freie Wähler Todtmoos e. V.       | -      | -          | 52,6   | 5          | 56,0   | 6          | 57,6   | 7          |
| Christlich Demokratische Union    | -      | -          | 47,4   | 5          | 44,0   | 4          | 42,4   | 5          |
| Bürgerliste                       | 99,4   | 10         | -      | -          | -      | -          | -      | -          |
| Gesamt                            | 100    | 10         | 100    | 10         | 100    | 10         | 100    | 12         |
| Wahlbeteiligung                   | 56,9 % | 56,9 %     | 60,6 % | 60,6 %     | 56,4 % | 56,4 %     | 62,2 % | 62,2 %     |

### Bürgermeister
Bürgermeister ist seit dem 18. September 2022 Marcel Schneider. Er wurde am 26. Juni 2022 mit 77,7 Prozent der Stimmen gewählt. Seine Vorgängerin Janette Fuchs, die ab 2014 amtierte, erhielt lediglich 16,5 Prozent der Stimmen. Auf den dritten Platz landete Tobias Büscher. Zuvor hatte Herbert Kiefer 24 Jahre dieses Amt inne.

### Gemeindeverwaltungsverband (GVV)
Todtmoos ist Mitglied des Gemeindeverwaltungsverbands St. Blasien (gängige Abkürzung = GVV) im baden-württembergischen Landkreis Waldshut, zu dem sich die Stadt St. Blasien und sechs Gemeinden (Höchenschwand, Häusern, Bernau, Todtmoos, Ibach und Dachsberg) zusammengeschlossen haben. Todtmoos wird in der Verbandsversammlung durch den Bürgermeister und einen weiteren Vertreter repräsentiert.

### Wappen
Blasonierung: „Über grünem Schildfuß von Rot und Silber gespalten, vorn ein goldenes Hochkreuz (lateinisches Kreuz), überhöht von einem achtstrahligen silbernen Stern, hinten eine grüne Tanne.“ Das Kreuz weist auf die Bedeutung als Wallfahrtsort hin, die Tanne verweist auf die ehemalige Zugehörigkeit zur Grafschaft Hauenstein. Das Wappen wurde 1911 vom Generallandesarchiv Karlsruhe auf Basis früherer Siegel vorgeschlagen und von der Gemeinde angenommen.

## Bevölkerung

### Einwohner
Die Zahl der Einwohner von Todtmoos entwickelte sich wie folgt:
| Jahr | Einwohner |
| ---- | --------- |
| 1852 | 1847      |
| 1871 | 1634      |
| 1880 | 1602      |
| 1890 | 1383      |
| 1900 | 1485      |
| 1910 | 1488      |
| 1925 | 1552      |
| 1933 | 1521      |

| Jahr | Einwohner |
| ---- | --------- |
| 1939 | 1558      |
| 1950 | 1783      |
| 1956 | 1803      |
| 1961 | 1937      |
| 1970 | 1940      |
| 1981 | 1989      |
| 1990 | 2279      |
| 2000 | 2104      |
| 2010 | 2014      |
| 2023 | 2084      |

- Quellen:
- Bevölkerungsentwicklung in den Gemeinden Baden-Württembergs im Jahre 1981
- Bevölkerungsentwicklung in den Gemeinden Baden-Württembergs im Jahre 1990
- Bevölkerungsentwicklung in den Gemeinden Baden-Württembergs im Jahre 2000

### Religion

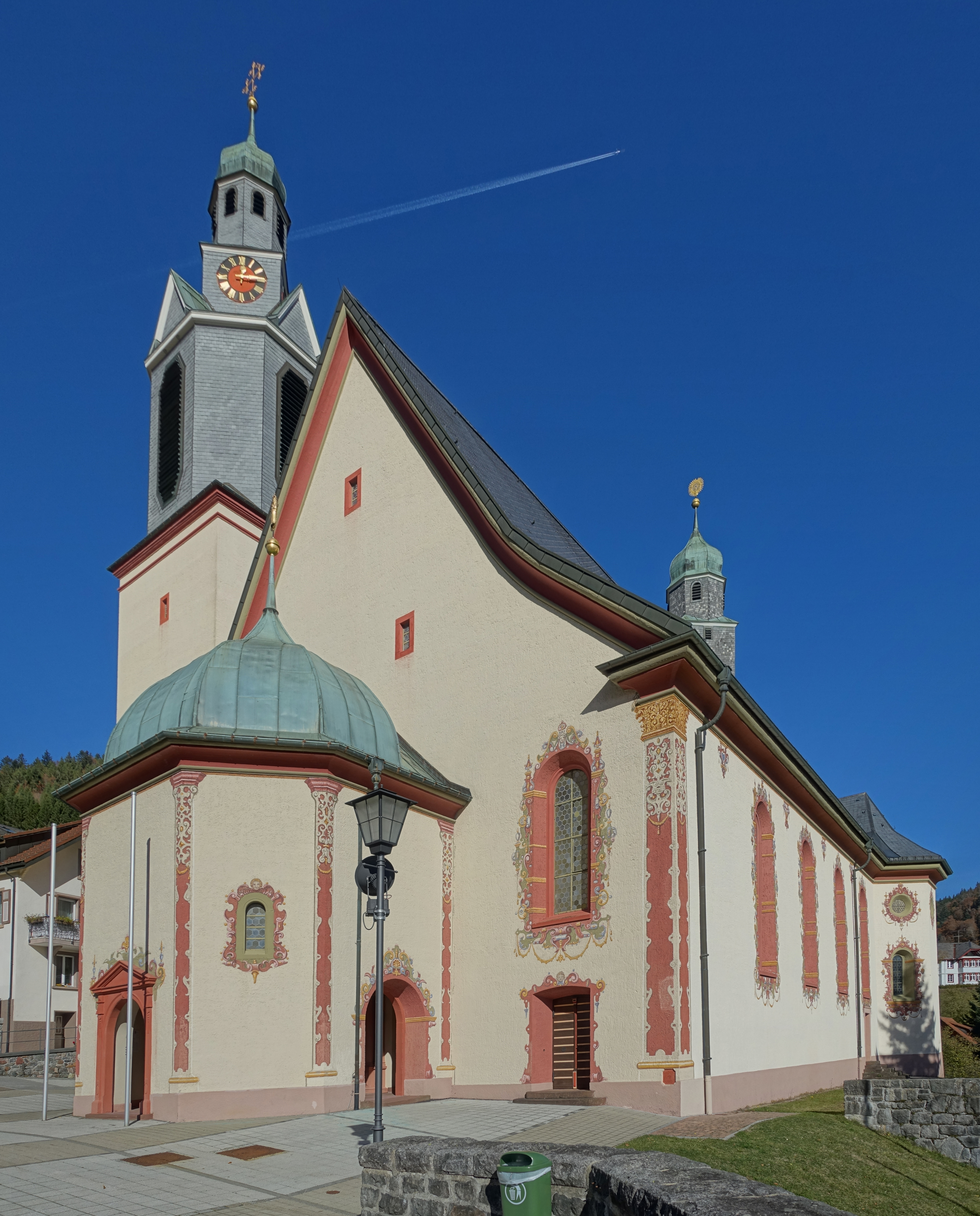
Wallfahrtskirche – Unserer Lieben Frau

In Todtmoos gibt es seit dem 14. Jahrhundert eine katholische Pfarrei. Als Gemeinde in Vorderösterreich und Lehen des Klosters St. Blasien blieb der Ort immer katholisch. Die katholische Kirche gehört zu den imposanten Bauwerken der Gemeinde und ist ein Anziehungspunkt für Wallfahrer. Seit 1987 befindet sich in Todtmoos ein Kloster der Pauliner. Zurzeit leben vier Ordensmitglieder aus Polen im Kloster.
Erst seit Beginn des Kurbetriebs um 1900 kamen vermehrt auch evangelische Christen in den Ort. 1920 gab es einen ersten Pfarrer. Die auch heute noch eher kleine evangelische Gemeinde erhielt 1956 ihre Kirche Zum guten Hirten.
Die Zugehörigkeit zu den Religionsgemeinschaften verteilte sich in der Vergangenheit wie folgt:
| Religionszugehörigkeit in Todtmoos | Religionszugehörigkeit in Todtmoos | Religionszugehörigkeit in Todtmoos | Religionszugehörigkeit in Todtmoos |
| Jahr                               | Religion                           | Religion                           | Religion                           |
| ---------------------------------- | ---------------------------------- | ---------------------------------- | ---------------------------------- |
|                                    | evangelisch                        | katholisch                         | sonstige                           |
| 1858                               | 0,3 %                              | 99,7 %                             | 0,0 %                              |
| 1925                               | 10,0 %                             | 89,8 %                             | 0,3 %                              |
| 1950                               | 15,0 %                             | 83,9 %                             | 1,1 %                              |
| 1961                               | 22,4 %                             | 76,2 %                             | 1,4 %                              |
| 1970                               | 19,6 %                             | 76,1 %                             | 4,3 %                              |

## Kultur und Sehenswürdigkeiten

### Natur
Das Naturschutzgebiet Kirchspielwald-Ibacher Moos liegt teilweise auf dem Gebiet der Gemeinde Todtmoos. Der Todtmooser Wasserfall ist als flächenhaftes Naturdenkmal ausgewiesen.

### Museen
Das Heimatmuseum Todtmoos ist in einem 250 Jahre alten schindelgedeckten Gebäude untergebracht. Gezeigt werden neben landwirtschaftlichem Gerät und Objekten des gewerblichen Schaffens auch Erinnerungsstücke an den Kurbetrieb und die Wallfahrten.
Seit dem Jahr 2000 ist die Grube Hoffnungsstollen, die ehemalige Magnetkies- und Nickelgrube im Ortsteil Mättle als Schaubergwerk für Besucher geöffnet.
In Todtmoos-Schwarzenbach heute Todtmoos-Berghütte, befand sich um 1800 bis um 1830 eine Vitriolhütte die den Schwefel- und Kupferkies aus Gersbach, Horbach und Todtmoos in einer Vitriolsiederei verarbeitete.

### Musik
In Todtmoos gibt es verschiedene Musikvereinigungen:
das Akkordeonorchester, ein Gugge-Ensemble, der Musikverein Todtmoos-Weg, die Trachtenkapelle, die Fasnachtsmusik MIB (Men In Black)

### Bauwerke

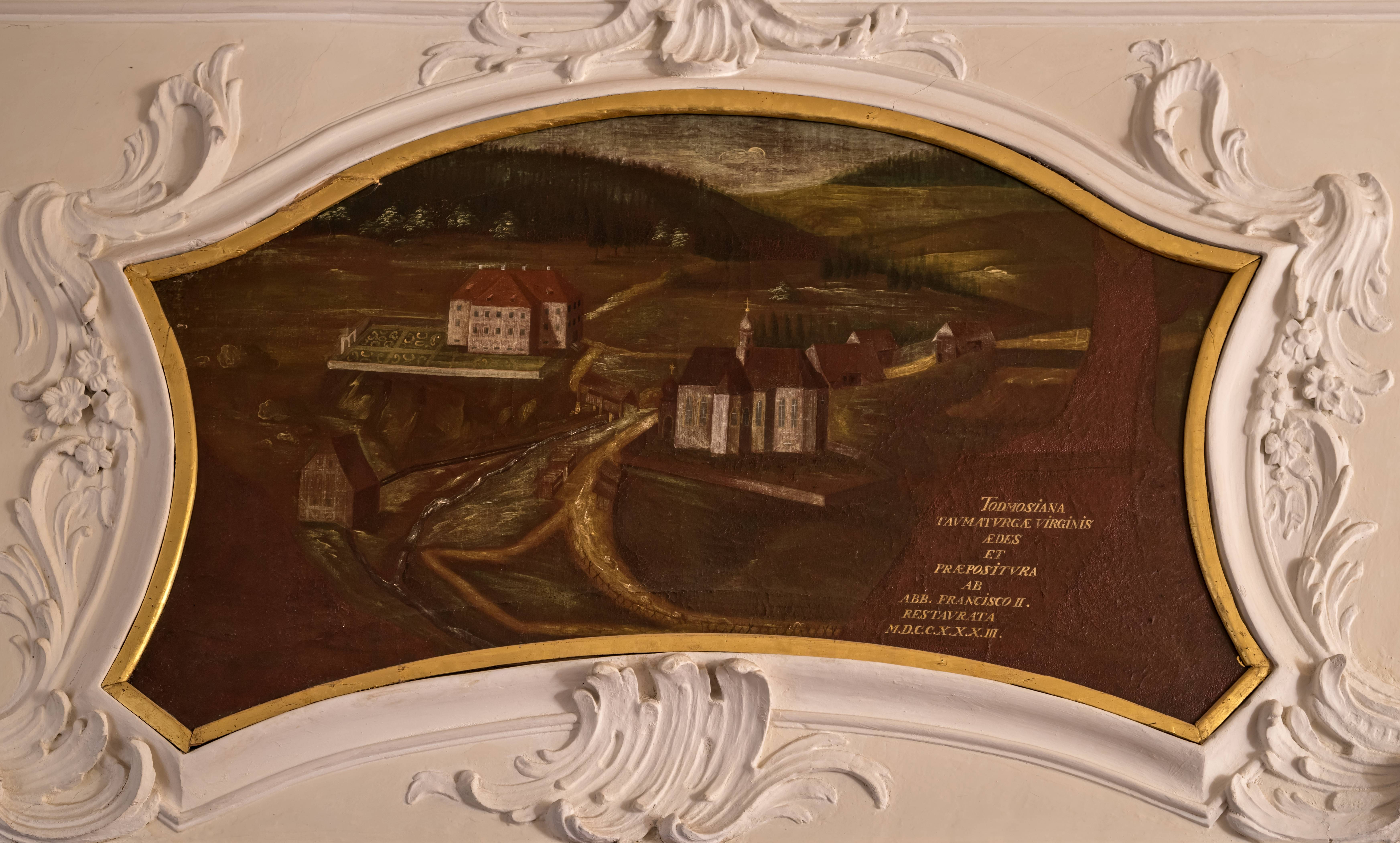
Kirche und Pfarrhof Todtmoos auf einer Supraporte im Schloss Bürgeln

- Das eindrucksvollste Bauwerk des Ortes ist die barocke Kirche Unserer Lieben Frau auf dem Schönbühl. Sie ist Pfarrkirche der römisch-katholischen Kirchengemeinde Todtmoos und eine Wallfahrtskirche, zu der bis heute zahlreiche Wallfahrer kommen. Die heutige Kirche entstand zwischen 1625 und 1632[40] und wurde in den folgenden Jahrhunderten mehrfach umgestaltet und erweitert.

- Das Pfarrhaus in der Nachbarschaft der Kirche, der Pfarrhof Todtmoos ist ebenfalls ein imposantes Bauwerk, das vom Architekten Johann Michael Beer von Bleichten 1733 erbaut wurde. Es wurde zur Sommerresidenz der Äbte des Klosters St. Blasien und ist entsprechend prunkvoll ausgestattet. Zunächst war der Bau außen und innen schlicht gehalten, aber Umgestaltungen und Verschönerungen im Innern in den Jahren 1748/49 und 1761 führten zu der Bezeichnung „Palast“, was angesichts der bescheidenen Bauten der Umgebung verständlich war. Ein großzügiges Treppenhaus nach Plänen von Johann Kaspar Bagnato verbindet Erdgeschoss und 1. Obergeschoss, die obere Halle schmückt ein großes Deckengemälde des Malers Johann Anton Morath mit einer Darstellung aus dem biblischen Buch Esther. Das „Fürstenzimmer“ ist ausgeschmückt und enthält einen Fayenceofen sowie Türen mit Blumenornamenten aus verschiedenen Hölzern.[41]

- Eine Reihe von Kapellen in einzelnen Ortsteilen zeugen von der Volksfrömmigkeit der Bewohner.

- Des Weiteren gibt es in der Gemeinde zahlreiche regional typische Schwarzwaldhäuser.

### Sport
Neben Skiclub, Fußballverein gibt es auch naturgebundene Freizeitsportarten wie Reiten, (Nordic) Walking, Mountain Biking, einen Hochseilgarten.
Durch Todtmoos führen der Schluchtensteig, der Wehratal-Erlebnispfad und der Glasträgerweg.

### Regelmäßige Veranstaltungen
Jährlich finden im Sommer das Feuerwehrfest und im August das Lichterfest statt, bei dem der alte Kurpark von Hunderten kleinen Lampions erleuchtet wird. Jedes zweite Jahr findet ein Dorffest statt, welches von den ortsansässigen Vereinen organisiert wird. Außerdem organisiert der Gewerbeverein „Aktives Todtmoos“ in den Sommermonaten verschiedene Donnerstagsaktionen und einen wöchentlichen Markt.
In der so genannten fünften Jahreszeit im Februar, der Fasnacht (ähnlich dem Fasching oder Karneval), gehören das Narrenbaumstellen, Kinderball und Umzüge zu den regelmäßigen Veranstaltungen. Außerdem wird in einigen Ortsteilen das traditionelle „Schiibe Füer“ (Scheibenfeuer) gepflegt, bei dem brennende oder glühende „Schiibe“ mit Hilfe eines ca. 2 bis 2,5 m langen elastischen Stocks über eine Holzrampe ins Tal geschlagen werden.

#### Schlittenhunderennen
Jedes Jahr am letzten Wochenende im Januar finden Schlittenhunderennen mit internationaler Beteiligung in Todtmoos statt. Seit dem ersten Rennen 1975 wurden die Schlittenhunderennen in Todtmoos als Internationale Deutsche Meisterschaft zu einer festen Einrichtung. Ein Höhepunkt in der Geschichte des Schlittenhunderennens in Todtmoos waren die Europa-Meisterschaft am 23./24. Februar 1985 und die Schlittenhunde-Weltmeisterschaft vom 25. bis 27. Februar 1994. Bei der Weltmeisterschaft 1994, im Übrigen der ersten auf deutschem Boden ausgetragenen Schlittenhunde-Weltmeisterschaft, erzielte Todtmoos eine Rekord-Zuschauerzahl mit 40.000 Zuschauern. Bei der Weltmeisterschaft von 2003 spannten 329 Musher aus 21 Nationen ca. 2.500 Hunde vor ihre Schlitten.

## Wirtschaft und Infrastruktur
Todtmoos ist wirtschaftlich vorwiegend auf Tourismus und den Kurbetrieb ausgelegt. Dies spiegelt sich in dem hohen Angebot an Gastronomie, Sommer- wie Wintersportaktivitäten und den Kurparkanlagen wider. Aufgrund der waldreichen Lage gibt es auch viele holzverarbeitende Betriebe wie Sägewerke, Schreinereien und eine Bürstenfabrik.

### Verkehr
Todtmoos liegt in einem Talkessel, der entweder über den Hotzenwald (Freiwaldkapelle) bzw. aus dem Wiesental (St.-Antoni-Pass und Weißenbachsattel), von St. Blasien (Rotes Kreuz und Ibacher Kreuz) oder durch die einzige Talzufahrt (Wehratal) zu erreichen ist.
In Todtmoos treffen die Landesstraßen L 146 (Schluchsee – Zell im Wiesental), L 148 (Todtnau – Häusern), L 150 (Todtmoos – St. Blasien) und L 151 (Todtnau – Murg) aufeinander.
Linienbusse der Südbadenbus verbinden Todtmoos mit Bad Säckingen, St. Blasien, Rickenbach und Todtnau.

### Bildung
In Todtmoos gibt es den Kindergarten St. Elisabeth sowie die Dr.-Rudolf-Eberle-Schule (Seit dem Schuljahr 2016/2017 aufgrund des regionalen Schulentwicklungsplans nur noch eine reine Grundschule). Weiterführende Schulen sind in Wehr, St. Blasien und Schönau.

## Persönlichkeiten

### Ehrenbürger
- 1948: Karl Kaufmann, praktischer Arzt und ehrenamtlich stark engagiert
- 1950: Rudolf Jordan, Gastronom und unter anderem im Schwarzwaldverein engagiert
- 1978: Karl Schnorr, Geistlicher Rat, der 40 Jahre katholischer Pfarrer in Todtmoos war
- 1984: Karlfried Graf Dürckheim, Zen-Lehrer, Psychotherapeut, Mitbegründer der Existentialpsychologischen Bildungs- und Begegnungsstätte in Todtmoos-Rütte
- 2006: Karl-Heinz Tartsch

### Söhne und Töchter der Gemeinde
- Paul Booz (1917–1970), Freiburger Münsterbaumeister
- Rosmarien Weber-Markert (1927–2010), Malerin

## Drehort
Der aus dem Jahr 1953 stammende Heimatfilm Wenn am Sonntagabend die Dorfmusik spielt von Rudolf Schündler wurde in Todtmoos gedreht. Um möglichst viele idyllische Bilder für die Anreise des Protagonisten nach Todtmoos verwenden zu können, bedient man sich widersprüchlicher Einstellungen: Ortskundigen ist offensichtlich, dass die Autofahrt abwechselnd über den Hochkopf (Weißenbachsattel), Richtung Wehratal (im Übrigen ortsauswärts!) und vom St. Antoni-Pass kommend gezeigt wird.

## Sage
Graf Rudolf von Habsburg und die Wallfahrtskapelle zu Todtmoos
Im Jahr 1255 hatte der Priester Dietrich, der damals in Säckingen wohnte, viele Erscheinungen. Nichts wünschte er sich mehr als eine Kapelle zur Ehre Marias. Doch erst durch die Hilfe eines Fremden, der ihm die wilde Gegend an der Wehra zeigte, konnte er die Stätte mit viel Mühe roden. Noch immer aber wusste er den genauen Bauplatz für die Kapelle für die Muttergottes nicht. Da erschien sie ihm in einem Traum und sprach: Gehe zu dem Platz den man nennt den „Schönbühl“, und fälle die größte Tanne, da wo ihr Wipfel hin fällt beginne zu bauen. So tat er und erbaute die Kapelle. Nun fehlte es ihm jedoch noch an Spenden, um die Kapelle zu erhalten und da selbst zu wohnen. So bat er den ihm vertrauten Rudolf von Habsburg um Hilfe. Dieser schenkte ihm daraufhin den großen Wald, den man den Jagheld nannte und noch viele weitere Güter und Rechte. Bald musste die Kapelle vergrößert werden, um alle Menschen zu fassen.